# Menhir di monte Capri
Il menhir di monte Capri è una struttura megalitica che sorge sull’omonimo monte, l’altura più elevata (786 mslm) della costiera delle Cinque Terre, in prossimità della stessa Alta via delle Cinque Terre. È uno dei tre megaliti preistorici rinvenuti in Provincia della Spezia.

## Descrizione
Il menhir è stato riscoperto negli anni '80 del XX secolo ed è considerato il più grande menhir rinvenuto in Liguria.
Giace riverso al suolo spezzato in due parti a circa metà della sua lunghezza; si ritiene che la rottura sia avvenuta per effetto della caduta dalla posizione verticale.
Il masso è in  pietra di arenaria grigia; la pietra è diversa da quella circostante del monte Capri a conferma che il menhir è stato sagomato altrove e trasportato fino al suo attuale sito. Questa è risulta lavorato per ottenere una base a bulbo ed una punta rastremata, nella quale è incisa una piccola croce.
La sua altezza è stimata in 3,8 m, la circonferenza nella sezione centrale è di circa 2 m, mentre è di soli 20 cm la circonferenza alla punta.
Scavi nel terreno sotto il menhir hanno fatto rinvenire un lastricato che ne formava una base piana per compensare la ripidità del pendio; nel lastricato sono state inoltre rinvenute alcune pietre lavorate dall’uomo preistorico.

## Altri reperti in zona
A poca distanza dal menhir, in località Le croci, è un'altra roccia che presenta delle incisioni geometriche e coppelle votive.

## Datazione archeologica
Queste strutture megalitiche testimoniano la presenza nell'area spezzina di una cultura pagana riferibile a popolazioni protoliguri.

In questo caso, come peraltro anche per le altre strutture megalitiche rinvenute, si pone inoltre la domanda se i menhir siano il prodotto di una cultura contemporanea a quella delle stele antropomorfe rinvenute in Lunigiana, oppure siano l’espressione di un momento preistorico addirittura precedente.